# Slabsides

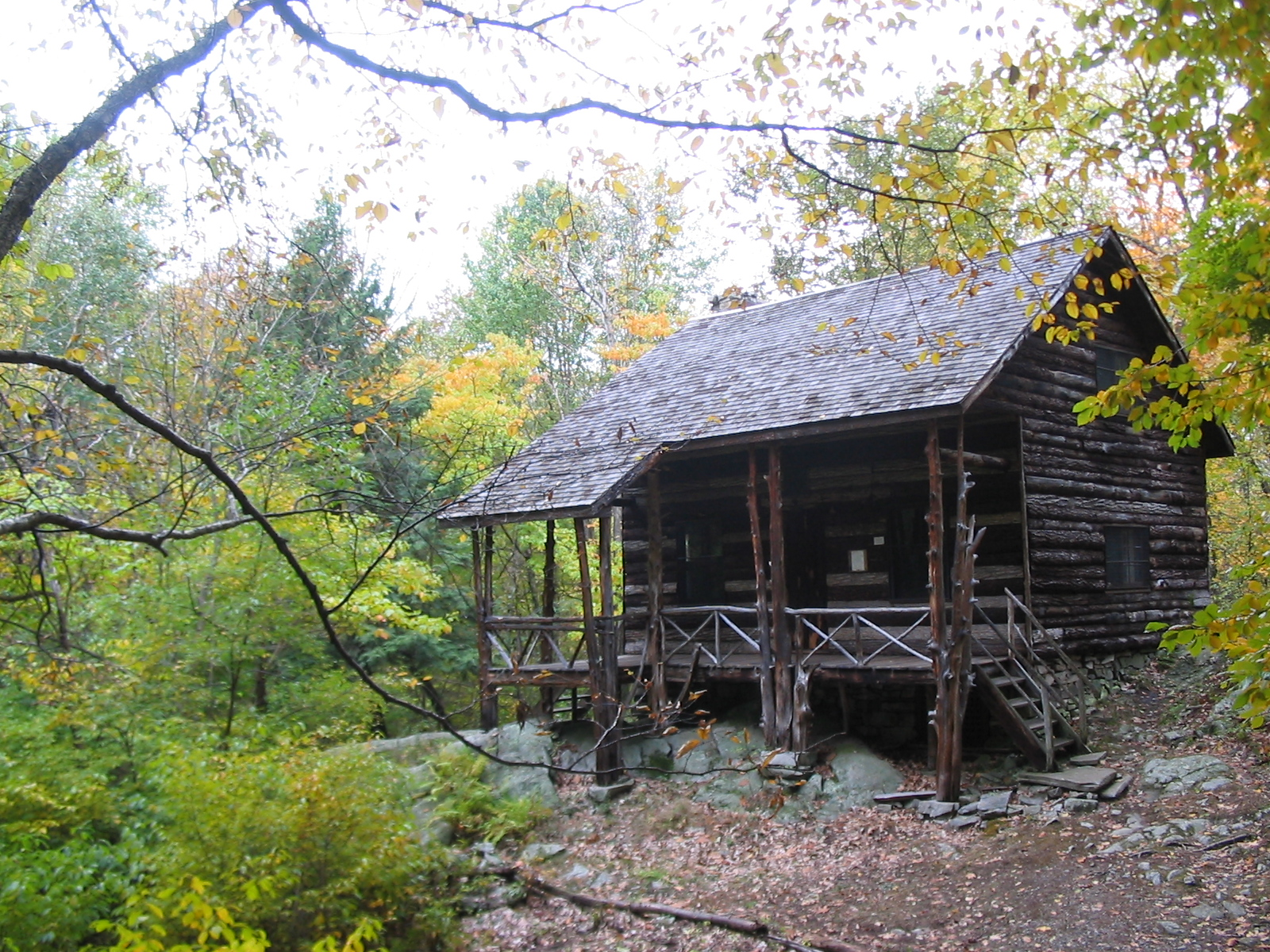
Slabsides in 2005

Slabsides is de blokhut van de Amerikaanse schrijver en natuurvorser John Burroughs. Burroughs bouwde de hut in 1895 samen met zijn zoon Julian op een 3,6 ha groot stuk heuvelachtig en bebost land, zo'n 1,6 km ten oosten van Riverby, zijn woning in West Park (New York). De schrijver ontving er veel bezoekers, gaande van president Theodore Roosevelt en zakenman Henry Ford tot de studenten van het nabijgelegen Vassar College.
De blokhut en het omliggende land zijn sinds 1921 in het bezit van de John Burroughs Association. Onder bedreiging van houtkap in de jaren 60, werd het eigendom uitgebreid tot het John Burroughs Sanctuary. Er zijn verschillende wandelpaden aangelegd zodat wandelaars kunnen genieten van de bossen die Burroughs zo inspireerden.
De blokhut zelf is perfect bewaard gebleven en ziet er vanbinnen nog steeds uit zoals Burroughs ze heeft achtergelaten. De blokhut is slechts twee dagen op het jaar toegankelijk voor bezoekers. In 1968 werd de blokhut erkend als National Historic Landmark.